# Моноид (теория категорий)
В теории категорий моноид {\displaystyle (M,\mu ,\eta )} в моноидальной категории {\displaystyle (\mathbf {C} ,\otimes ,I)} — это объект M вместе с двумя морфизмами
- {\displaystyle \mu :M\otimes M\to M} (называемый умножением),
- и {\displaystyle \eta :I\to M} (называемый единицей),

такими что следующая пятиугольная диаграмма
а также диаграмма
коммутативны. Обозначения те же, что и в статье Моноидальная категория: I — единица категории, {\displaystyle \alpha }, {\displaystyle \lambda } и {\displaystyle \rho } — ассоциатор и морфизмы, соответствующие левому и правому умножению на единицу.
Двойственно, комоноид в моноидальной категории C — это моноид в двойственной категории {\displaystyle \mathbf {C} ^{\mathrm {op} }}.
Пусть категория C имеет также преобразование симметрии {\displaystyle \gamma }. Тогда моноид {\displaystyle M} называется симметричным, если
{\displaystyle \mu \circ \gamma =\mu }.

## Примеры
- Моноида в категории Set (рассматриваемой, как моноидальная категория относительно прямого произведения) — это моноид в общеалгебраическом смысле.
- Моноид в категории абелевых групп (с тензорным произведением как {\displaystyle \mathbb {Z} }-модулей) — это кольцо.
- Из теоремы Экманна — Хилтона[англ.] следует, что моноид в категории колец (с единицей) — это коммутативное кольцо.
- Моноид в категории модулей над коммутативным кольцом R — это R-алгебра.
- Моноид в категории векторных пространств над полем k — k-алгебра, соответственно, комоноид — k-коалгебра.
- Для любой категории C, категория [C,C] эндофункторов (функторов в себя) [C,C] имеет моноидальную структуру, индуцированную операцией композиции. Моноид в категории эндофункторов [C,C] — это монада в C.

## Категория моноидов
Пусть {\displaystyle (M,\mu ,\eta )} и {\displaystyle (M',\mu ',\eta ')} — два моноида в моноидальной категории C, морфизм {\displaystyle f:M\to M'} является морфизмом моноидов, если
- {\displaystyle f\circ \mu =\mu '\circ (f\otimes f)},
- {\displaystyle f\circ \eta =\eta '}.

Категория моноидов в C с морфизмами, определёнными выше, записывается как {\displaystyle \mathbf {Mon} _{\mathbf {C} }}.